# Bordán Irén
Bordán Irén (Kübekháza, 1952. szeptember 15. –) Jászai Mari-díjas magyar színésznő. Az 1970-es évek elejétől játszik színpadon. Néhány évvel később, főiskolásként kezdett filmezni. Fotogén külseje, szép orgánuma, visszafogott játékstílusa főleg a filmvásznon érvényesült, egyebek mellett a kor szexszimbóluma is volt. 1981-től az Amerikai Egyesült Államokban élt. A színészettel ott sem hagyott fel, de érdeklődni kezdett a természetgyógyászat iránt is, amelyben terapeutává képezte magát. Két gyermeke született, Lili (1982) – aki szintén színésznő lett – és Philip (1986). Az új évezredben visszatért Magyarországra, ahol azóta néhány színpadi és filmszerepet is elvállalt.

## Pályafutása

### A kezdetek
A szerb (akkor még: jugoszláv) és a román határhoz közeli Kübekházán született és nevelkedett. Kislányként főleg a szomszédokat szórakoztatta a pajtásaival közösen előadott akrobatamutatványokkal és kisebb színi előadásokkal. Titokban jelentkezett a budapesti Színművészeti Főiskolára, szülei beleegyező nyilatkozatát valójában ő írta a felvételi lapra. A felvételi vizsga ugyan nem sikerült, Lendvay Ferenc és Karinthy Ferenc azonban a Szegedi Nemzeti Színházhoz szerződtették. Édesapja kitagadta, miután megtudta, hogy lánya színésznő akar lenni. Az egyik előadást – egy operettet, melyben a pályakezdő Bordán Irén csak kicsiny szerepet játszott – a művésznő édesanyja is megtekintette. A szülők megbocsátottak lányuknak, hiszen látták, hogy a művészi pálya iránti érdeklődése komoly, ráadásul következő felvételi vizsgája 1972-ben már eredményes volt. A főiskolán Simon Zsuzsa osztályába járt. Hallgatóként játszotta például Lady Annát, valamint Lizzie-t G. B. Shaw Pygmalionjában, Maggie-t Arthur Miller Bűnbeesés után című drámájában, Plata Eugéniát Molnár Ferenc Olympiájában és a Primadonnát Bíró Lajos Sárga liliom című darabjában. Negyedéves vizsgaelőadása Jean-Paul Sartre A tisztességtudó utcalány című drámájának címszerepe volt. Alakítását a kritika és a közönség egyaránt elismerően fogadta. 1976-ban kapta meg a diplomáját. A Nemzeti Színház szerződtette Andorai Péterrel és Kánya Katával együtt.

### A film világában

Jablonszka Mária (Kaszperek Mihályné) szerepében a Kísértet Lublón című filmben

A színésznő már főiskolásként filmezni kezdett. Első kisebb szerepét Sára Sándor Holnap lesz fácán (1974) című szatírájában játszotta, amely lényegében a diktatúra kialakulásának mechanizmusát modellálja egy gyorsan benépesülő lakatlan kis szigeten. Főszereplők: Szirtes Ádám, Lohinszky Loránd és Szegedi Erika. Harmadéves főiskolás volt, amikor Rényi Tamás az egész évfolyamot beszélgetésre hívta, hogy szereplőket találjon Az idők kezdetén (1975) című 1946-ban játszódó filmjéhez. A próbafelvételek alapján a rendező Bordán Irént választotta a női főszerepre. Forgatás közben a színésznő sok segítséget kapott a főszerepet játszó Cserhalmi Györgytől. A következő évben együtt szerepeltek Bán Róbert Kísértet Lublón (1976) című kalandfilmjében is, amely Mikszáth Kálmán népszerű kisregénye nyomán készült. A színésznő alakította a szépséges Kaszpereknét, akihez férje kísértetként jár vissza a túlvilágról, ám egy furfangos bécsi nyomozó kideríti, hogy gyilkosság és pénzhamisítási ügy húzódik a hajmeresztő kísértethistória hátterében. A filmbeli figura bonyolultabb jellem, mint a regény szereplője: gyönyörű asszony, aki a méltóságát a gyászban is megőrizni kívánó asszony álarcát viseli a külvilág felé, miközben sötét bűnök terhelik a lelkiismeretét. A betyárok világában játszódó kalandos történet volt Szomjas György Talpuk alatt fütyül a szél (1976) című „eastern”-je (a western kelet-európai megfelelője). Ebben a színésznő Parti Bözsi szerepét játszotta. A romantikát képviselte az ugyancsak 1976-ban bemutatott A szerelem bolondjai című tévéfilm is. Hajdufy Miklós rendezése Jókai Mór regénye alapján készült. A XIX. század második felében játszódó történet politikai és szerelmi bonyodalmakról szól. Bordán Irén partnerei: Lukács Sándor, Bessenyei Ferenc, Básti Lajos és Gera Zoltán. A Kolozsvári Grandpierre Emil regényéből készült A Csillagszeműben (1977) Dórica szerepét alakította. 1978-ban a művésznő több filmben is játszott ugyan, de egyikben sem ő volt a főszereplő. Az 1950-es évek nyomasztó időszakában játszódik Kovács András nagy feltűnést keltett drámája, A ménesgazda (1978). Egy Nyugatra disszidálni próbáló család tragédiáját idézte fel az Iskolatársak voltak című tévékrimi (1978), mely a Megtörtént bűnügyek című sorozat részeként készült. Hernádi Gyula kisregénye alapján forgatta Szinetár Miklós Az erőd (1979) című kalandfilmet, amely arról szól, hogy egy fiktív államban működő társaság izgalmas szórakozást kínál a gazdagok számára: valódi fegyverekkel ostromolhatnak meg egy erődöt, melyet igazi zsoldosok védelmeznek. Az ostrom azonban nem várt fordulatokat vesz.
Miközben Bordán Irén filmszínésznői pályája szépen alakult, a színházban egyáltalán nem kényeztették el feladatokkal. 1978-ban a Nemzetiből a József Attila Színházhoz szerződött, ám itt sem sikerült képességeinek megfelelő szerepekhez jutnia. 1979-ben csatlakozott a Mafilm színésztársulatához, amely azzal a céllal jött létre, hogy a legfoglalkoztatottabb művészek a színházi egyeztetés nehézségei nélkül, közvetlenül a rendezők rendelkezésére álljanak. Hintsch György Naplemente délben (1980) című filmjében egy gyógyíthatatlan betegségben szenvedő zeneszerző (Huszti Péter) színésznő feleségét formálta meg. Színésznőt játszott Szabó István Mephisto (1981) című Oscar-díjjal elismert drámájában is.

### Az Egyesült Államokban
1981-ben Bordán Irén férjhez ment Szerdahelyi Gáborhoz, akivel az Egyesült Államokba disszidált. A következő évben megszületett lánya, Lili, majd 1986-ban fia, Philip. A két gyermek születése közötti időszakban színészi feladatokat vállalt. Philip világra jövetele után a család elköltözött Manhattanből. A szülők kapcsolata ebben az időszakban megromlott. Bordán Irén erről később így nyilatkozott: „A házasság gyönyörű intézmény, gyerek, család, összetartás, közös célok, de csak akkor működik, ha mindenkinek megvan a tere, a saját kis világa, ahová időnként elvonulhat, és a felek között nincs hatalmi harc.” 12 év házasság után váltak el. Magánéleti gondjaival párhuzamosan a színésznő érdeklődni kezdett a természetgyógyászat iránt. Először jógázni és a meditálni tanult, majd az energiaterápiával ismerkedett meg. Egy hároméves iskolában megtanulta, hogyan adhatja át másoknak természet- és lélekgyógyászati ismereteit, terapeutává képezte magát.

### Újra Magyarországon
Amerikai tartózkodása ellenére Bordán Irén kapcsolata nem szakadt meg a magyar művészeti élettel. Olykor szerepet vállalt egy-egy magyar filmben, melyek közül Bereményi Géza A turné (1993) című szatirikus alkotása keltette a legnagyobb figyelmet. További szereplők: Eperjes Károly, Törőcsik Mari, Benedek Miklós, Bezerédi Zoltán, Cseh Tamás, Börcsök Enikő és Venczel Vera. A történet olyan színészekről szól, akik elhatározzák, hogy végigcsinálnak egy 40 napos, 90 előadásból álló turnét, hogy némi pénzre tegyenek szert, ám az intenzív együttlétből fakadó nehézségek alaposan próbára teszik érzékenységüket és toleranciájukat. A színésznő a Magyarországon is népszerű Különleges ügyosztály című amerikai tévésorozat két epizódjában volt vendégszereplő. Kisebb szerepeket alakított olyan amerikai produkciókban, mint a 8MM 2 (2005), A harag napja (2006) és a Vörös vihar (2007). Szerepelt Sándor Pál Noé bárkája című, a 2007-es Magyar Játékfilmszemlén nagy sikert aratott alkotásában, amellyel kapcsolatban az a téves hír járta, hogy két főszereplője, Garas Dezső és Kállai Ferenc addig még sosem játszottak együtt filmen. (Valójában a Kísértet Lublónban mindketten szerepeltek, Bordán Irénnel együtt.) Szőke András Hasutasok (2007) című vígjátékában Bordán Irén K. Kiss Esztert alakította. A hazai közönség az új évezredben ismét színpadon is láthatta: játszott az Aranytíz Teátrum Mandragóra és a Merlin Színház Rejtélyek az operában című előadásaiban. A Merlin színpadán a lányával is vendégszerepelt, aki már több filmben volt a partnere.
2012–20 között a budapesti Újszínház művésze volt, első főszerepe  Kodolányi János Földindulás című darabjában volt, Koncz Gábor partnereként, de játszott a Zserbótangó Archiválva 2020. július 13-i dátummal a Wayback Machine-ben című előadásban is ahol főbérlőt alakított Esztergályos Cecília és Tordai Teri oldalán. 2020. október 19-én mutatták be Nyirő József Jézusfaragó ember című művét, amelyben Inczéné szerepében látható.

## Elismerések
- A Magyar Érdemrend tisztkeresztje /polgári tagozat (2014)
- Jászai Mari-díj (2024)[6]
- A Magyar Filmakadémia életműdíja (2025)

## Filmjei
- 2022 Végtelen matrjoska (második évad) (Russian Doll) – Vera
- 2019 Mátyás király utolsó éjszakája
- 2018 A merénylet
- 2015 Félvilág
- 2015 Fapad
- 2014 Földindulás
- 2014 Szabadesés
- 2013 The Spy
- 2012 Pillangó
- 2012 Hacktion: Újratöltve (tévésorozat)
- 2010 Az adósság
- 2010 Tűzvonalban (tévésorozat)
- 2008 Állomás (tévésorozat)
- 2007 Hasutasok
- 2007 Noé bárkája
- 2007 Téli mese
- 2006 Vörös vihar (Joy Division)
- 2006 A harag napja (Day of Wrath)
- 2005 8MM 2 (videófilm)
- 2005 Kinder Garden
- 2003 Kistestvér
- 2002 Nancy & Frank – A Manhattan Love Story
- 2001 Különleges ügyosztály (Law & Order: Special Victims Unit) (tévésorozat, a Parasites című epizódban)
- 1993 Különleges ügyosztály (Law & Order) (tévésorozat, a Securitate című epizódban)
- 1993 A turné
- 1991 És mégis...
- 1989 Égető Eszter (tévésorozat)
- 1985 Eszterlánc
- 1983 Szent Kristóf kápolnája (tévéfilm)
- 1982 II. József császár (tévéfilm)
- 1981 Mephisto
- 1980 Naplemente délben
- 1980 Az isztambuli vonat (tévésorozat)
- 1980 A Fejenincs Írástudó – avagy a titokzatos haláleset (tévéfilm)
- 1979 Az erőd ... Bunyin kisasszony
- 1978 A bunker ... Éva Martin
- 1978 Fogjuk meg és vigyétek!
- 1978 A ménesgazda
- 1978 Dániel (tévésorozat, 6 epizódban)
- 1978 Mire a levelek lehullanak… (tévéfilm)
- 1978 Megtörtént bűnügyek (tévésorozat, az Iskolatársak voltak című epizódban)
- 1977 Napforduló (tévéfilm)
- 1977 A csillagszemű
- 1976 A szerelem bolondjai (tévéfilm)
- 1976 Talpuk alatt fütyül a szél
- 1976 Kísértet Lublón
- 1975 Az idők kezdetén
- 1975 Alfa
- 1975 A Sas meg a Sasfiók (tévéfilm)
- 1974 Holnap lesz fácán